# С-25
С-25, ранее «Бе́ркут» (по классификации НАТО — SA-1 Guild) — стационарный зенитно-ракетный комплекс (ЗРК), созданный в СССР для обороны Москвы от средств воздушного нападения потенциального противника.
С-25 принят на вооружение в 1955 году, и состоял из 22 радиолокационных станций дальнего обнаружения, 56 зенитно-ракетных комплексов, расположенных двумя кольцами вокруг Москвы, технических баз и командных пунктов управления. Система С-25 являлась первым принятым в ВС СССР на вооружение образцом зенитного управляемого ракетного оружия (диапазон высот цели — 3—25 км). Дальнейшим развитием идей, заложенных в С-25, стало создание ЗРК С-75, С-125, С-200, С-300.

## История

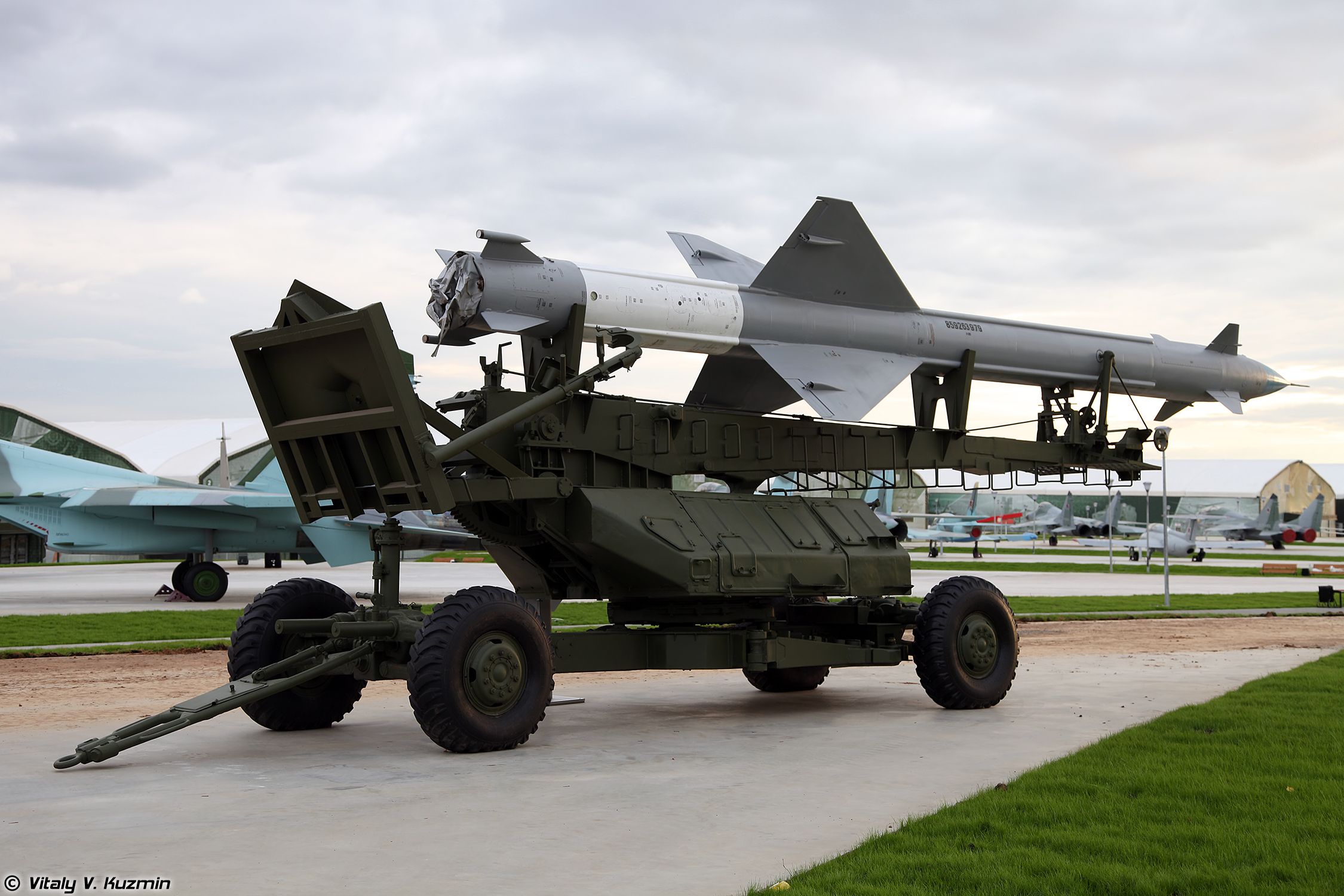
ЗРК С-25 с ЗУР В-300 в парке «Патриот»

### Предпосылки создания
В конце 1940-х годов, в начальный период холодной войны, США, используя монополию на ядерное оружие и хорошо развитую бомбардировочную авиацию, разработали ряд планов войны против СССР («Тоталити», «Пинчер», «Граббер», «Бройлер», «Халфмун», «Флитвуд», «Троян», «Оффтэкл», «Дропшот» и других), ключевую роль в которых играли массированные ядерные бомбардировки крупных советских городов, имевшие целью разрушение политических, правительственных, административных, технических и научных центров страны и максимальный подрыв военного потенциала.
В июне 1950 года, после начала войны в Корее, опасность полномасштабного военного конфликта между державами резко возросла и потребовалась комплексная защита Москвы, в которой располагался центр управления страной и Вооружёнными Силами СССР, от возможных массированных воздушных атак. Началось осуществление одного из наиболее сложных и дорогостоящих на то время проектов по созданию ракетной системы ПВО, управляемой с помощью радиолокационной сети.

### Разработка системы

#### Опыт Второй мировой войны
Вторая мировая война в целом показала доминирование авиации над средствами ПВО. Как правило, тщательно подготовленные массированные налёты, даже на хорошо защищенные объекты, достигали цели; традиционные средства ПВО — зенитная артиллерия и истребительная авиация могли только ослабить силу удара. В послевоенный период, с появлением ядерной бомбы, прорыв к цели даже одного бомбардировщика мог привести к серьёзным последствиям. Появление новых зенитных орудий, сложных систем орудийной наводки и снарядов с радиовзрывателями не решало проблему; скоростной бомбардировщик на высоте 10 км проходил зону обстрела за несколько секунд, а сильное рассеяние снарядов на такой высоте делало огонь ПВО малорезультативным, истребители же, теряя на больших высотах маневренность и преимущества в скорости, не могли эффективно бороться с «суперкрепостями», имеющими сферическую пушечную защиту и радиолокационные прицелы. Надежды возлагались на принципиально новые системы зенитного управляемого ракетного оружия (ЗУРО), работы над которыми начались в Германии во время войны («Вассерфаль», «Шметтерлинг») и затем, после 1945 года, были продолжены в СССР в НИИ-88. Однако попытка довести немецкие разработки до уровня практического применения завершилась неудачей, к 1950 году они уже устарели и требовалось новое решение.

#### Начало работ

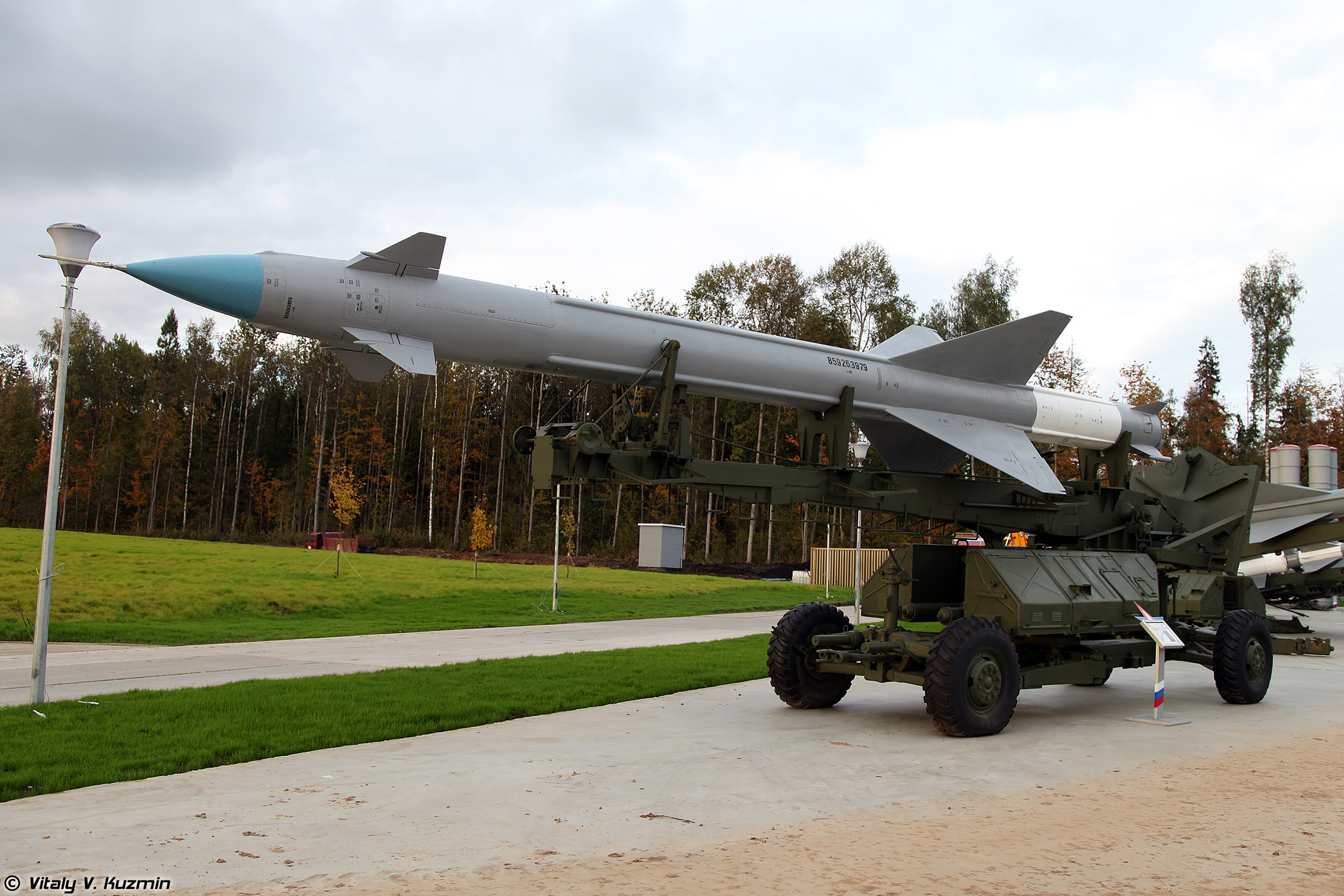
ЗРК С-25 с ЗУР В-300 в парке «Патриот»

С 1949 года И. В. Сталин обсуждал проблему защиты Москвы от налётов вражеской авиации с главным конструктором противокорабельной ракетной системы КС-1 «Комета» П. Н. Куксенко. Куксенко высказал мнение, что решение такой задачи потребует усилий, сравнимых с реализацией атомного проекта, и возможно только при объединении последних достижений в области ракетной техники, радиолокации, электроники и других областей науки и техники.
В соответствии с указанием Сталина система ПВО Москвы должна была обладать возможностью отражения массированного налёта авиации противника с участием до 1200 самолётов. Расчёты показали, что для этого потребуется 56 многоканальных зенитных ракетных комплексов с РЛС секторного обзора и пусковыми установками ракет, размещённых на двух кольцах. На внутреннем кольце, на расстоянии 45—50 км от центра Москвы, было намечено разместить 22 комплекса, на внешнем кольце, на расстоянии 85—90 км — 34 комплекса. Комплексы должны были располагаться на расстоянии 12—15 км друг от друга — так, чтобы сектор огня каждого из них перекрывал сектора комплексов, находящихся слева и справа, создавая сплошное поле поражения.
9 августа 1950 года секретным постановлением Совета Министров СССР № 3389-1426 было официально принято решение о создании зенитной ракетной системы «Беркут», позже переименованной в С-25. В постановлении подробно указывались планы и сроки, исполнители работ, ТТХ комплекса, размеры поощрительных премий инженерно-техническим и научным работникам. С целью выигрыша времени разрешалось вести подготовку серийного производства параллельно с разработкой технических проектов и опытных образцов элементов комплекса. Перед разработчиками была поставлена задача построения системы ПВО, через которую не мог бы проникнуть ни один самолёт. С-25 должна была обеспечить:
- возможность эффективного применения средств ПВО при массированных налётах (до 20 самолётов на участке в 10—15 км);
- круговой характер обороны, способной отразить удар с любых направлений;
- большую глубину системы ПВО для исключения прорыва;
- способность вести борьбу в сложных метеоусловиях и в любое время суток.

Создание системы «Беркут» ставилось в ранг важнейшей государственной задачи, организация работ осуществлялась наподобие советского атомного проекта. Общее руководство было возложено на специально созданное Третье главное управление при Совете Министров СССР (В. М. Рябиков, А. Н. Щукин), финансирование шло через Первое (атомное) главное управление при СМ СССР (оба управления курировал Л. П. Берия). Особенностью проекта было то, что Военное министерство СССР не являлось заказчиком системы и в подробности работ не посвящались даже высшие военные руководители страны.
12 августа 1950 года приказом Министерства вооружения СССР № 427 на базе СБ-1 начало формироваться закрытое КБ-1, ставшее головным разработчиком системы. Руководителем КБ-1 назначен заместитель министра вооружения К. М. Герасимов (с апреля 1951 г. А. С. Елян), главными конструкторами — С. Л. Берия и П. Н. Куксенко, заместителем главного конструктора — А. А. Расплетин. Ведущими специалистами стали 30 человек, персонально отобранных из разных организаций Москвы и Ленинграда, они, в свою очередь, формировали свои списки сотрудников. Из СБ-1 в КБ-1 перешли немецкие специалисты-ракетчики, вывезенные из Германии после войны и «спецконтингент» из заключенных советских специалистов. Начальниками всех крупных подразделений КБ-1 назначались офицеры госбезопасности. Для размещения лабораторий и опытных цехов на развилке Ленинградского и Волоколамского шоссе в Москве строится 13-этажное здание (Ленинградский просп., 80, корпус 16).
КБ-1 определяет общий облик системы и разрабатывает наиболее сложную её часть — многофункциональную секторную РЛС 10-сантиметрового диапазона, которой позднее был присвоен индекс Б-200. Комплекс сооружений с радиолокатором в конструкторской документации получил название ЦРН (центральный радиолокатор наведения), в войсковой документации — РТЦ (радиотехнический центр).
В качестве подрядчиков в разработке С-25 участвуют:
- РТИ АН СССР (А. Л. Минц) — разработка мощных передающих устройств РЛС Б-200, технологического оборудования, систем оповещения, целеуказания, управления и связи[7]. Днепровский машиностроительный завод — производство передающих устройств ГИМ-3, ГИМ-6, аппаратуры целеуказания и источников вторичного питания.
- ОКБ-301 МАП (С. А. Лавочкин) — разработка зенитных управляемых ракет В-300 (изделие «205»), В-500 и В-600 (изд. «220») для С-25, ЗУР «217М» и «218» для С-25М[8] (альтернативный вариант ракеты — ШБ-32 разрабатывался группой Д. Л. Томашевича в КО-32 при КБ-1)[9].[10] Для этих целей из ОКБ-2 НИИ-88 МВ в ОКБ-301 были переданы наработки по ЗУР, оттуда же перешла работать группа ИТР под руководством Г. Н. Бабакина[11]
  - ГСКБ «Спецмаш» ГКОТ — пусковые установки для ракет[9]
  - КБ-82 МАП — методики организации серийного производства ракет, разработка средств системы С-25М[12]
  - Долгопрудненский машиностроительный завод — производство ракет В-300 (с 1951)[13]
- НИИ-20 (НИИ-244) МРТП (Л. В. Леонов[14]) — РЛС кругового обзора А-100 «Кама»[15].
- НИИ-504 (ПАО "НПП "Импульс", Москва), НИИЭП (АО "НИИЭП", Новосибирск) — неконтактные радиолокационные взрыватели для ракет[16][17]
  - ЛЗСХМ — антенны для трёх опытных комплексов (1951)[18]
- СМУ-304 — работы по монтажу, настройке, проведению испытаний и вводу в эксплуатацию стационарных объектов системы С-25[19]
- Ленполиграфмаш — производство станций передачи команд[20]
- ГСКБдормаш МСиДМ — транспортный и заправочный агрегаты
- Авиационный компонент системы, на базе Ту-4, представлявший собой независимый комплекс класса «воздух-воздух», разрабатывался совместно КБ-1, ОКБ-301, НИИ-17 (работы свернуты после ареста Л. П. Берия)[21].

#### Формирование облика системы
За 7 месяцев от выхода постановления до разработки первого проекта «Беркута» (февраль-март 1951 г.) сформировался общий облик системы, в котором были заложены два смелых технических решения:
- разработка многофункционального центрального радиолокатора наведения — ЦРН (Б-200);
- создание на его основе многоканального зенитно-ракетного комплекса, способного вести одновременный обстрел до 20 целей.

Связано это было с тем, что сложность поставленной задачи не позволяла решить её методами, подобными примененным в американском ЗРК MIM-3 Nike Ajax. Основные проблемы, возникшие при решении задачи при помощи одноканальных ЗРК, были следующими:
- громоздкость всей системы. Размещение на местности более 1000 ЗРК с двумя РЛС в каждом создало бы большие проблемы с сетью дорог, связи, техническим обслуживанием и т. п.;
- сложность управления разнесенными на местности объектами, на которые нужно быстро и точно передавать обстановку с радиолокатора целеуказания;
- электромагнитная несовместимость. Отражение групповых налётов предусматривало одновременную работу десятков ЗРК, чтобы не создавать взаимных помех, пришлось бы занять весь диапазон сантиметровых волн;
- меньшая точность и более высокая сложность решения задачи наведения. Неизбежные ошибки союстировки двух раздельных узколучевых РЛС цели и ракеты не позволяли получить высокую вероятность поражения во всех точках пространства. Чтобы в данных условиях получить вероятность поражения цели, близкой к 100 %, требовалась разработка головки самонаведения ракеты на конечном участке полета, однако в 1950-х годах это было сложным и дорогим решением, кроме того, массивная радиоаппаратура отнимала значительную часть боевой нагрузки ракеты.

Первоначально было неясно, удастся ли создать многофункциональную РЛС с требуемыми параметрами и работы велись параллельно, разрабатывались узколучевые РЛС наведения для одноканальных ЗРК (В. М. Тарановский) и головки самонаведения (ГСН) ракеты, в этом варианте комплекса планируемая перспективная многофункциональная секторная РЛС играла роль станции группового целеуказания (СГЦ) для 20 одноканальных ЗРК. СГЦ разрабатывал А. А. Расплетин (работа была дальнейшим развитием станции наземной артиллерийской разведки СНАР-1, за разработку которой он в ЦНИИ-108 был удостоен Сталинской премии). СГЦ осуществляла непрерывное линейно-плоскостное сканирование сектора пространства 60°х60° при помощи двух антенн особой конструкции, которые были расположены перед бетонным бункером с аппаратурой и быстро вращались во взаимно перпендикулярных плоскостях, каждая антенна создавала плоский лопатообразный луч шириной около 60°.
К ноябрю 1950 г., применив ряд технических решений, группе Расплетина удалось повысить точность СГЦ и доказать возможность применения её для наведения ракет, при этом отпадала необходимость в многочисленных одноканальных ЗРК и в разработке ГСН ракет, что значительно упрощало систему. В январе 1951 г. общий облик многофункционального радиолокатора на базе СГЦ окончательно определился, он был переименован в Центральную станцию наведения (ЦСН), получившую позднее обозначение Б-200 и совмещающую в себе функции обнаружения целей, их сопровождения и наведения ракет в автоматическом режиме. ЦРН стал наиболее сложным элементом комплекса а его создание — центральной задачей проекта, при этом А. А. Расплетин фактически превращался в одного из главных конструкторов системы.

#### Первый проект
Согласно выпущенному проекту, система представляла собой несколько колец радиолокационных станций и зенитно-ракетных комплексов, концентрически расположенных вокруг Москвы.
Система дальнего обнаружения — 350 км от центра. Представляла собой 10 радиолокационных станций А-100Д, каждая из которых состояла из двух радиолокаторов «Кама» и радиовысотомера, объединённых в радиотехнический центр. Станции А-100Д располагались в районе населённых пунктов (в основном, городов): Буй, Горький, Кадом, Мичуринск, село Русский Брод (Орловская обл.), Брянск, Смоленск, Андреаполь, Боровичи, Череповец, образуя сплошное радиолокационное поле на дальностях до 650 км. РЛС работали непрерывно, информация с них передавалась на ЦКП, с которого при возникновении угрожающей обстановки вводились в действие средства защиты.
Первый пояс воздушной защиты — 80 км от центра, 34 ЗРК, расположенные по окружности через 14,7 км. Создавали сплошной пояс обороны внешним радиусом 110 км, с частичным перекрытием зон ответственности. Для защиты малых высот на стыках ЗРК второй очередью предполагалось дополнительно установить простые одноканальные комплексы.
Второй пояс воздушной защиты — 46 км от центра, 22 ЗРК через 13,1 км. Строился на аналогичных принципах и имел внешний радиус кольца обороны около 80 км.
Внутреннее кольцо воздушной защиты — рассчитывалось на уничтожение одиночных самолётов противника, прорвавшихся через 2 кольца обороны на дальность ближе 55 км от центра (позднее от этого элемента системы отказались, посчитав его излишним). Проектировалось на основе сверхтяжелых самолётов-перехватчиков Г-310 (специальная модификация Ту-4), несущих РЛС кругового обзора с дальностью 35—40 км, 4 ракеты Г-300 класса «воздух-воздух» с системой наведения, навигационное оборудование, позволяющее производить взлёт и посадку в любых метеоусловиях (авторадиокомпас АРК-5, навигационный координатор НК-46Б, система слепой посадки «Материк»), необходимые средства связи и систему опознавания «свой-чужой» «Электрон». Поднимаясь по тревоге, самолёты должны были рассредоточено двигаться по кольцевому маршруту, образуя третий пояс защиты. Концептуально комплекс напоминал систему «воздух-море» КС-1 Комета. Управление ракетой также осуществлялось в луче станции наведения с переходом на ГСН на конечном участке. Впоследствии кольцо воздушной защиты посчитали излишним и оно не было реализовано в проекте.
Система ближнего обнаружения — 4 РЛС А-100Б (однотипные с А-100Д) с секторной зоной ответственности располагалась в 25 км от центра в районе секторных командных пунктов (СКП). Создавали сплошное радиолокационное поле на дальностях до 200 км и предназначались для выдачи на ЗРК оперативной воздушной обстановки при боевой работе.
Вся информация о воздушной обстановке с РЛС А-100Д и А-100Б собиралась на экран-планшет ЦКП, который располагался в бункере на территории Москвы (имелся также запасной ЦКП), откуда осуществлялось общее командование и управление воздушным сегментом комплекса, СКП координировали работу ЗРК, находящихся в секторе ответственности.
Ракета наземного комплекса, согласно проекту, имела стартовый вес 3327 кг (горючее 941 кг, БЧ — 260 кг), стартовала вертикально со стартового стола, первые 9 с полёта (до скорости 120 м/с) управлялась при помощи газовых рулей, программный механизм отклонял её в сторону цели, затем рули сбрасывались и дальнейшее управление шло при помощи аэродинамических рулей в режиме наведения от ЦРН. Впоследствии, после отработки системы, предполагалось перейти на более перспективную ракету наклонного старта ШБ-32 (над ней работала группа Д. Л. Томашевича в КБ-1) с пороховым ускорителем первой ступени, однако в рамках проекта С-25 это не было осуществлено (ракета на базе ШБ-32 была использована в следующей разработке КБ-1 — комплексе С-75). Значительное увеличение массы ракеты по сравнению с первоначальным заданием также являлось компромиссным решением, ибо создать за столь жесткие сроки малогабаритное бортовое оборудование было сложно. Для возможности поражения целей на больших высотах, где маневренность ракеты значительно падала, наведение осуществлялось по специально разработанному методу параллельного сближения, исключающему значительные перегрузки на конечном участке полёта. В составе ЦРН задачу наведения должен был решать центральный счетно-решающий прибор (ЦСРП) электромеханического типа, выполненный на вращающихся трансформаторах (впоследствии конструкция была значительно пересмотрена и ЦСРП был построен полностью на электронных компонентах), состоящий из 20 одинаковых секций, каждая из которых вела выработку команд на каждую пару цель-ракета. За 500 м до цели ЦСРН автоматически выдавал команду на взвод бортового радиолокационного взрывателя.
Для авиационного комплекса предполагалось разработать аналогичную ракету стартовым весом 1150 кг с меньшей дальностью и менее мощной боевой частью.

### Участие в разработке «Беркута» немецких специалистов
Германия, достигшая больших успехов в ракетной технике, привлекла пристальное внимание СССР и США ещё в период войны. Несмотря на то, что 2 мая 1945 года практически все руководители немецких ракетных программ и ведущие учёные, владевшие полной информацией о германских технологиях, организованно эмигрировали в США, Советский Союз сумел изучить структуру немецкой ракетной отрасли и продолжить многие направления перспективных разработок. При помощи советских специалистов, специально направленных в зону оккупации, на территории Германии были организованы несколько новых научных институтов, в которых начался сбор и систематизация интересующей научно-технической информации с привлечением немецких учёных и специалистов.
В 1946 году по инициативе американской стороны Союзным Контрольным Советом в Берлине был принят закон, запрещающий вести на оккупированной территории производство и научные работы военно-прикладного характера, и немецкие специалисты были перемещены в СССР. В основном это были бывшие сотрудники известных фирм «Siemens», «Askania Werke», «Telefunken», «C. Lorenz AG», AEG, «Blaupunkt» и т. п., причем многие из них ранее непосредственно с ракетной техникой не соприкасались. Хотя специалисты были вывезены принудительно и были ограничены в правах передвижения по стране, в СССР им предоставлялись хорошие жилищные условия и высокие зарплаты.
В КБ-1 значительную долю немецкого контингента составляли сотрудники многопрофильной фирмы «Аскания», специализирующейся на точном приборостроении (после войны фирма была вывезена из Германии в СССР вместе с приборами и оборудованием). Личный состав немецкого отдела составлял около 60 специалистов во главе с техническим руководителем доктором Вольдемаром Меллером, при разработке «Беркута» они не допускались к обсуждению результатов испытаний и занимались отдельными вопросами, работая изолированным подразделением, которое курировал С. Берия. Выполнение параллельных с советскими разработчиками задач нередко вызывало конфликты при принятии окончательного решения. Наибольший вклад в разработку «Беркута» внес доктор Ганс Хох, предложивший перевести систему координат ЦРН в плоскости сканирования антенн и использовать при решении задачи относительные координаты цели и ракеты что, при повышении точности, значительно упростило построение счетно-решающего прибора, позволив перевести его с электромеханической на полностью электронную базу, значительный вклад совместно с Куртом Магнусом он внес также в разработку автопилота ракеты на основе суммирующих гироскопов. В 1953 году, после ареста Л. Берии и С. Берии, немецкие специалисты были отстранены от работ и вскоре возвращены в Германию.

### Этапы испытаний и принятие на вооружение
20 сентября 1952 года опытный образец Б-200 был отправлен на полигон Капустин Яр для стрельбовых испытаний с ракетами В-300. 25 мая 1953 года управляемой ракетой был впервые сбит самолёт-мишень Ту-4. В 1953 году по настоянию группы военных, указывавших на чрезмерную сложность эксплуатации системы и её низкую эффективность, были проведены сравнительные испытания зенитной артиллерии и системы «Беркут». Лишь после этих сравнительных стрельб у артиллеристов отпали последние сомнения в эффективности управляемого ракетного оружия.
Серийные образцы ракет были испытаны в 1954 году: произведён одновременный перехват 20 целей. Сразу после завершающего этапа испытаний начались бурные дебаты о том, принимать ли систему С-25 на вооружение. Военные считали, что система настолько сложна, что принимать её сразу на вооружение не следует, а надо принять в опытную эксплуатацию на один год, после чего, без дополнительных испытаний, поставить на боевое дежурство. Разработчики же системы считали, что систему надо сразу принимать на вооружение и ставить на боевое дежурство, а войска следует обучать прямо во время несения боевого дежурства. Точку в споре поставил Никита Хрущёв. 7 мая 1955 года постановлением ЦК КПСС и Совета министров СССР система С-25 была принята на вооружение.

## Строительство объектов
31 марта 1951 года Постановлением Совета министров СССР № 1032-518сс/оп, с целью создания системы ПВО «Беркут» вокруг Москвы, на основе Главного управления лагерей промышленного строительства (Главпромстроя) Министерства внутренних дел СССР было создано строительное управление № 565 (СУ № 565) МВД СССР — эта дата считается днём рождения Спецстроя России. В 1953 году для этого строительства был создан Баковский исправительно-трудовой лагерь.

## Развёртывание
Строительство системы противовоздушной обороны С-25 («Беркут») было начато в январе 1953 года в Московской и соседних областях, и завершено к 1958 году.
Военные части, оснащённые комплексами С-25, представляли собой достаточно большие по площади объекты, обслуживаемые большим количеством личного состава. Основным видом маскировки было расположение в лесных массивах, кроны деревьев которых прятали установки и сооружения от посторонних глаз. Объекты были размещены на двух бетонных автомобильных дорогах, опоясывающих Москву. Дороги достаточно долгое время имели бетонное покрытие (железобетонные плиты, дорожные плиты), затем, в конце восьмидесятых, были немного расширены и заасфальтированы поверх бетона. Сейчас кольцевые дороги используются как обычные федеральные автодороги: А-107 и А-108
Позже зоны ответственности всех полков С-25 были разбиты на четыре равных сектора, в каждом из которых находилось 14 зенитных ракетных полков ближнего и дальнего эшелонов. Каждые 14 полков образовывали корпус.
Была создана 1-я Краснознамённая армия ПВО особого назначения по охране города-героя Москвы (в составе четырёх корпусов), которая несла постоянное боевое дежурство.
Всего стартовых комплексов было построено 56, из них 22 на внутреннем (малом) кольце и 34 на внешнем (большом).

### Эксплуатация и снятие с боевого дежурства
Впервые ракеты комплекса (В-300) были открыто показаны на военном параде 7 ноября 1960 года.
В 1980-х годах завершилось перевооружение 1-й армии на С-300 и 3-координатные радиолокационные комплексы нового поколения.
В 1990-е годы большинство частей С-25 были расформированы.
В настоящее время на некоторых из бывших боевых позиций располагаются военные объекты другого назначения (в частности, развёрнуты комплексы С-300 и С-400), часть используется как дачные участки, иные представляют собой заброшенные территории.

## Характеристики
Характеристики системы образца 1955 года
- Скорость целей: 1250 км/ч
- Высота поражения: 3000—25000 м
- Дальность: 35 км
- Количество одновременно обстреливаемых целей (каждым из 56 стартовых комплексов): 20
- Количество ЗУР (на каждом стартовом комплексе): 60
- Возможность поражения цели в помехах: нет
- Срок хранения ракеты:
  - на пусковой установке — 0,5 года;
  - на складе — 2,5 года

Характеристики после модернизации 1966 года:
- Скорость целей: 4200 км/ч
- Высота поражения: 1500—30000 м
- Дальность: 43 км
- Количество одновременно обстреливаемых целей (каждым из 56 стартовых комплексов): 20
- Количество ЗУР (на каждом стартовом комплексе): 60
- Возможность поражения цели в помехах: есть
- Срок хранения ракеты:
  - на пусковой установке — 5 лет;
  - на складе — 15 лет

Характеристики системы С-25:
| Основные характеристики                                                          | Этапы модернизации            | Этапы модернизации          | Этапы модернизации                                  | Этапы модернизации                                                 | Этапы модернизации                                                 |
| Основные характеристики                                                          | 1955 (принятие на вооружение) | 1957                        | 1962                                                | 1969                                                               | 1977                                                               |
| -------------------------------------------------------------------------------- | ----------------------------- | --------------------------- | --------------------------------------------------- | ------------------------------------------------------------------ | ------------------------------------------------------------------ |
| Поражаемые цели                                                                  | Ту-4, Ил-28                   | Ту-4, Ил-28                 | Ту-16, МиГ-17                                       | Ту-16, МиГ-17, А-11                                                | Ту-16, МиГ-17, А-11                                                |
| Скорость цели, км/ч                                                              | 1250                          | 1500                        | 2000                                                | 3700                                                               | 4300                                                               |
| Вероятность поражения цели одной ракетой                                         | 0,7—0,9                       | 0,85—0,96                   | 0,85—0,96                                           | 0,85—0,96 (МиГ-17) 0,25—0,8 (А-11)                                 | нет данных                                                         |
| Диапазон высот, км                                                               | 3—25                          | 3—25                        | 3—25                                                | 1,5—35                                                             | 0,5—35                                                             |
| Максимальная дальность, км                                                       | 35                            | 35                          | 40                                                  | 43,4                                                               | 58                                                                 |
| Манёвр цели, g                                                                   | 0,5—1                         | 0,5—1                       | 1—2                                                 | вертикальный — 4 горизонтальный — 6                                | вертикальный — 4 горизонтальный — 6                                |
| Количество одновременно обстреливаемых целей (каждым из 56 стартовых комплексов) | до 20                         | до 20                       | до 20                                               | до 20                                                              | до 20                                                              |
| Длительная скорострельность                                                      | 6 целей в минуту              | 6 целей в минуту            | 6 целей в минуту                                    | 6 целей в минуту                                                   | нет данных                                                         |
| Опознавание «свой-чужой»                                                         | нет                           | На индикаторах И-400        | На индикаторах И-400                                | На индикаторах И-400                                               | нет данных                                                         |
| Тип боевой части                                                                 | Обычная (320 кг)              | Обычная или ядерная (10 кТ) | Обычная или ядерная (10 кТ)                         | Обычная или ядерная (10 кТ)                                        | Обычная или ядерная (10 кТ)                                        |
| Помехозащищенность                                                               | нет                           | пассивные, активные шумовые | пассивные, активные шумовые и уводящие по дальности | пассивные, активные шумовые, активные уводящие по дальности и углу | пассивные, активные шумовые, активные уводящие по дальности и углу |
| Метод наведения                                                                  | Командный                     | Командный                   | Командный                                           | Командный                                                          | Командный                                                          |
| Метод наведения                                                                  | С постоянным упреждением      | С постоянным упреждением    | С постоянным упреждением                            | Упреждение, зависит от угловой скорости цели                       | Упреждение, зависит от угловой скорости цели                       |
| Метод наведения                                                                  | С постоянным упреждением      | С постоянным упреждением    | С постоянным упреждением                            | комбинированный метод                                              |                                                                    |
| Сроки хранения ракет на пусковой установке / на складе, лет                      | 0,5 / 2,5                     | 2,5 / 10                    | 2,5 / 10                                            | 5 / 15                                                             | нет данных                                                         |
| Личный состав огневого (стартового) комплекса офицеров / солдат и сержантов      | 119 / 631                     | 106 / 593                   | 106 / 593                                           | 106 / 593                                                          | нет данных                                                         |

## Оценка проекта
Для своего времени система С-25 была технически совершенна. Это был первый многоканальный зенитный ракетный комплекс, способный решать задачи одновременного отслеживания и поражения значительного количества целей (до 1120) и организации взаимодействия между отдельными огневыми (стартовыми) комплексами. Впервые в составе комплекса были применены многоканальные РЛС. Ни один другой зенитный ракетный комплекс вплоть до конца 1960-х не обладал такими возможностями.
Однако система С-25 имела и ряд недостатков. Ключевым из них была крайне высокая стоимость и сложность системы. Развёртывание и обслуживание комплексов С-25 было экономически оправдано только для прикрытия наиболее важных, ключевых объектов: в итоге, комплексы удалось развернуть только вокруг Москвы (планы развёртывания модифицированной версии комплекса вокруг Ленинграда были отменены), а вся остальная территория СССР не имела зенитного ракетного прикрытия вплоть до 1960-х годов, хотя в США в тот же период времени были развернуты для защиты городов и военных баз более сотни зенитных батарей MIM-3 Nike Ajax, которые, хотя и были одноканальными и существенно более примитивными, в то же время и стоили меньше, и могли развёртываться в гораздо больших количествах. Ещё одним недостатком С-25 была его стационарность: комплекс был полностью немобилен и не мог быть передислоцирован. Таким образом, сам по себе комплекс был уязвим для возможного ядерного нападения противника. Главным недостатком системы С-25 было то, что заложенные в ней изначально требования защиты от массированного налёта с применением сотен бомбардировщиков устарели к моменту принятия на вооружение. В основе ядерной стратегии теперь лежали независимые действия небольших звеньев бомбардировщиков, обнаружить которые было значительно труднее, чем прежние воздушные армады. Таким образом, уже к моменту принятия на вооружение заложенные в систему требования оказались избыточны: существующие ограничения по высотности означали, что комплекс может быть преодолён летящими на малой высоте бомбардировщиками или крылатыми ракетами. В результате СССР отказался от дальнейшего развёртывания системы С-25 в пользу более простых, но и более дешёвых и более мобильных ЗРК С-75.

## Бывшие операторы

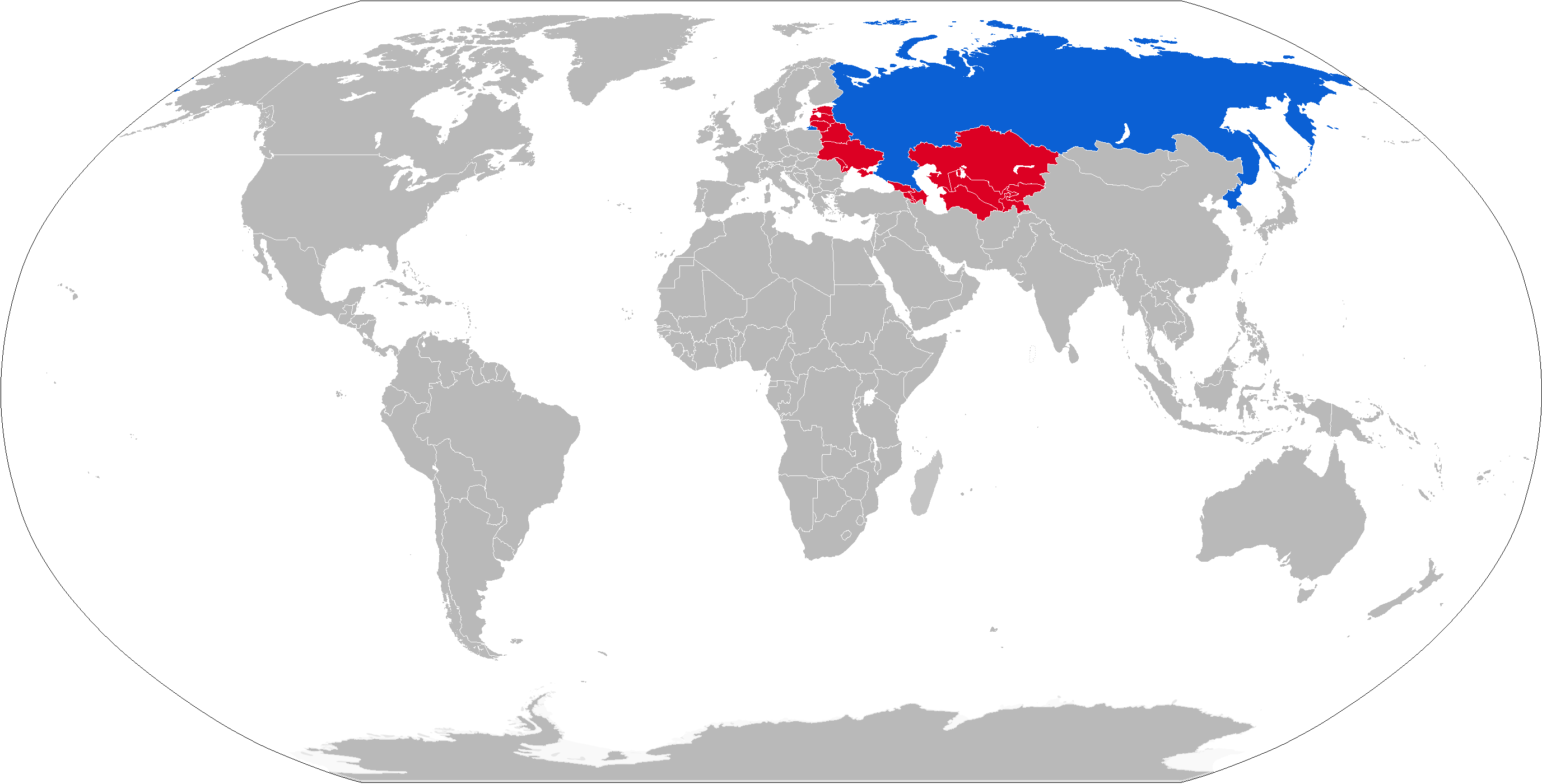
Операторы С-25

- СССР/ Россия: снят с вооружения в 1982 году. В настоящее время из оставшихся ракет В-300 созданы ракеты-мишени типа «Стриж», использующиеся на испытаниях и учениях.

## Музейные экспонаты
- Музейный комплекс УГМК, г. Верхняя Пышма, Свердловская область.